# هیدو ویتسور
هیدو ویتسور (استونیایی: Heido Vitsur؛ زادهٔ ۲۸ مارس ۱۹۴۴) اقتصاددان، سیاستمدار و نماینده سابق مجلس اهل استونی است. وی در سال ۱۹۹۲ وزیر اقتصاد استونی بوده‌است.